# Orvasca brunneva
Orvasca brunneva är en fjärilsart som beskrevs av Holloway 1999. Orvasca brunneva ingår i släktet Orvasca och familjen tofsspinnare. Inga underarter finns listade i Catalogue of Life.